# 莱维切
莱维切（義大利語：Levice），是意大利库内奥省的一个市镇。总面积15平方公里，人口241人，人口密度16.1人/平方公里（2009年）。ISTAT代码为004109。